# Самораспространяющийся высокотемпературный синтез
Самораспространяющийся высокотемпературный синтез (СВС) (англ. Self-propagating high-temperature synthesis (SHS)) — экзотермический химический процесс типа горения, протекающий в автоволновом режиме в смесях порошков и приводящий к образованию полезных конденсированных продуктов, материалов и изделий . СВС представляет собой режим протекания экзотермической реакции, в котором тепловыделение локализовано в узком слое и передается от слоя к слою путём теплопередачи.

## Наиболее часто реализуемые значения некоторых характеристик СВС-процесса
- Скорость горения (0.1-20 см/с);
- Температура горения в неорганических системах (700-3800 К); в органических — 70 — 250 oС.
- Скорость нагревания вещества в волне (1 тыс.-1 млн.град/с);
- Мощность зажигания (10-200 кал/(см2.с);
- Продолжительность зажигания (0.2-1.2 с);
- Температура зажигания неорганических систем (800—1200 К); органических — 100—300 oС.

## Реакции СВС
Реакции СВС протекают исключительно в экзотермических системах.
Как правило, это реакции присоединения.
В некоторых случаях побочно могут образовываться в значительных количествах газы (O2; CO2, H2O и др), абсорбированные в исходных порошках.
В практике СВС известны следующие типы реакций:
- реакции элементов (наиболее распространены), в том числе газообразных: Al+Ni; Ti+C; Zn+S; Al+I2; Nb+C+N2 и др.;
- реакции элементов с более сложными соединениями, например окисление в сложных оксидных средах (Al+CrO3; KNO3+S), реакции металлов с органическими соединениями (Ti+уротропин);
- реакции сложных молекул, например, окислов металлов, органических соединений.

По химической природе реагентов и продуктов реакции классифицируются на реакции карбидизации, окисления, борирования, нитрирования, карбонитрирования, галогенирования, и др..
По механизму реакции преобладают окислительно-восстановительные реакции, в органических системах известны реакции протонирования, ацилирования и др..

## Продукты и практическое применение
С помощью СВС получают преимущественно неорганические вещества, материалы и изделия разного назначения: (порошки тугоплавких соединений, абразивные пасты, азотированные ферросплавы, керметы, керамику), детали и изделия заданных размеров и форм, огнеупорные изделия и покрытия.

В гибридных органо-неорганических смесях показано образование сверхстехиометрических карбидов титана TiCx (металлокарбогедрен, меткар, Met-Car) при реакции органического вещества фуллерена с порошком титана, протекающей по схеме :
хС60 → 60Cx    х = {60-1}
Ti + Cx → TiCx.
В технике свойства СВС находят применение при осуществлении неразъемного соединения деталей (термитная сварка); нагревательных устройств (химическая печка); утилизации вредных веществ; приготовлении катализаторов; окрашивании и текстурировании полимеров; восстановлении нефтяных скважин и др..

## Технология
Достоинство технологии СВС заложено в самом принципе — использование выделяющегося тепла химических реакций вместо нагрева вещества от внешнего источника, поэтому СВС процессы успешно конкурируют с традиционными энергоемкими технологиями.
Порошковую смесь (шихту) помещают в реактор и в газовой среде производят локальное инициирование процесса (зажигание). Затем происходит самопроизвольное распространение волны горения, охватывающую всю смесь, завершение реакции и остывание синтезированного продукта.
Другим достоинством СВС является эффект самоочистки — термодесорбция летучих примесей при температуре синтеза. Поэтому получающиеся продукты могут быть чище, чем исходные реагенты.

## История открытия СВС
В 1967 году небольшая группа ученых (И. П. Боровинская, В. М. Шкиро и А. Г. Мержанов), исследуя экспериментальные модели горения конденсированных систем, открыла новое явление, получившее название «твердого пламени» - автоволнового процесса, во время которого исходные и конечные вещества находятся в твёрдой фазе.
"Твердое пламя" позволило получать ценные тугоплавкие материалы. Это обстоятельство привело к созданию нового высокоэффективного метода их производства — самораспространяющегося высокотемпературного синтеза (СВС). Исследования СВС-процессов открыли новые горизонты познания и практических применений. Ранее неизученные системы, явления и процессы, при исследовании которых возникали различные научные проблемы, задачи и возможные практические применения стали желаемым объектом экспериментальной диагностики и теоретического моделирования. Сочетание химии с макрокинетикой привело к созданию мощной методологии и идеологии исследований и, как следствие, к крупным практическим достижениям, что, в конце концов, сделало необходимым создание нового института, который был назван Институтом структурной макрокинетики АН СССР.
Для объяснения процессов СВС привлекаются различные теории, в том числе теория неравновесной химической термодинамики Ильи Пригожина.
В число реакций — аналогов СВС — входит периодическая волновая реакция Белоусова.

## Ссылка
- http://www.ism.ac.ru/handbook/shsfr.htm
- Химическая энциклопедия